# Square Francis-Lemarque
Le square Francis-Lemarque est un square du 11e arrondissement de Paris, dans le quartier de la Roquette.

## Origine du nom
Il porte le nom de l'auteur-compositeur-interprète et poète français Francis Lemarque (1917-2002), qui naquit et grandit dans l'arrondissement.

## Situation et accès

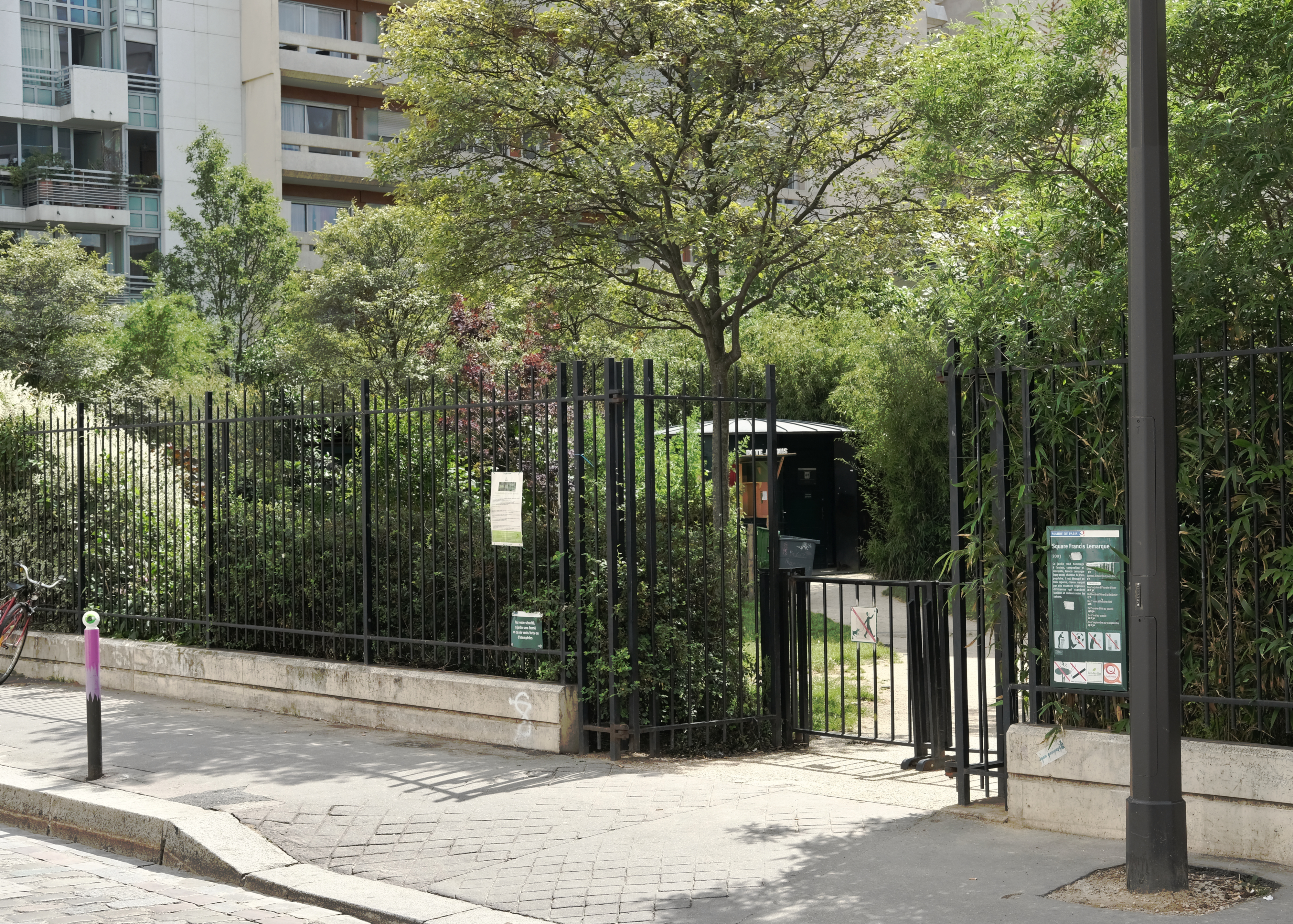
Entrée du square, côté rue de la Roquette.

Le site est accessible par les 31-33, passage Charles-Dallery.
Il est desservi par la ligne 9 à la station Voltaire.